# Новогеоргиевка (Шимановский район)
В Михайловском районе Амурской области тоже есть село Новогеоргиевка.
Новогео́ргиевка — село в Шимановском районе Амурской области России. Административный центр Новогеоргиевского сельсовета.

## География
Село Новогеоргиевка стоит на правом берегу реки Берея (приток Амура).
Село Новогеоргиевка расположено к западу от города Шимановск, на автодороге Шимановск — Саскаль. Расстояние до районного центра — 44 км.
На юг от окрестностей села Новогеоргиевка идёт дорога к селу Актай.

## Население
| 2002 | 2010 | 2012 | 2013 | 2014 | 2015 | 2016 |
| ---- | ---- | ---- | ---- | ---- | ---- | ---- |
| 528  | ↘469 | ↗496 | ↘491 | ↘472 | ↘458 | ↘457 |
| 2017 | 2018 |      |      |      |      |      |
| ↘440 | ↘435 |      |      |      |      |      |

## Улицы
| - ул. Интернациональная, - ул. Лесная, - ул. Мира, - ул. Молодёжная, - пер. Первомайский, | - ул. Первостроителей, - пер. Речной, - пер. Светлый, - ул. Советская, - пер. Таёжный. |